# Tetropium parvulum
Tetropium parvulum är en skalbaggsart som beskrevs av Thomas Casey 1891. Tetropium parvulum ingår i släktet Tetropium och familjen långhorningar.
Artens utbredningsområde är Alaska. Inga underarter finns listade i Catalogue of Life.